# فيليس تشين
فيليس تشين (بالإنجليزية: Phyllis Chinn)‏ هي رياضياتية أمريكية، ولدت في 26 سبتمبر 1941 في روتشستر في الولايات المتحدة.